# کورکوران جنوبی (کالیفرنیا)
کورکوران جنوبی (به انگلیسی: South Corcoran) یک منطقهٔ مسکونی در ایالات متحده آمریکا است که در شهرستان کینگز، کالیفرنیا واقع شده‌است. کورکوران جنوبی ۶۳ متر بالاتر از سطح دریا واقع شده‌است.